# 강동원 (기자)
강동원(1975년 6월 5일 ~ )은 대한민국의 TV조선 기자이다. 본관은 진주(晉州)이다.

## 학력
- 1994년 ~ 2000년 : 연세대학교 기독교학과 학사

## 경력
- 2000년 9월 ~ 2007년 7월 : KTV 국민방송 KTV 기자
- 2007년 7월  ~ 2011년 7월 : OBS 정치부 기자
- 2008년 12월 ~ 2011년 5월 : OBS 앵커
- 2011년 7월 : TV조선 경제부 기자, 앵커
- TV조선 정치부 기자
- TV조선 정치부 차장대우
- TV조선 산업부 차장대우
- TV조선 산업부 차장
- TV조선 경제부 차장
- TV조선 콘텐츠사업국 기획부장

## 진행

### 뉴스
- TV조선 뉴스쇼 판 (2015년 9월 12일 ~ 2016년 2월 7일, 2016년 5월 14일 ~ 6월 12일) (주말)
- TV조선 뉴스 7
- TV조선 뉴스 12
- TV조선 뉴스 5
- TV조선 뉴스 9
- TV조선 뉴스현장
- TV조선 주말뉴스 토 일 (2015년 8월 1일 ~ 2015년 9월 6일)
- 뉴스를 쏘다
- TV조선 뉴스퍼레이드 (2022년 2월 21일 ~ 현재)

### 방송
- 윤여준의 정치 차차차